# Danh sách giải thưởng và đề cử của Lorde
Lorde là một nữ ca sĩ và nhạc sĩ người New Zealand.Vào năm 13 tuổi, cô ký hợp đồng với hãng Universal Music Group (UMG) và bắt đầu sáng tác nhạc.Trong năm 2013, cô phát hành đĩa mở rộng The Love Club EP, và album phòng thu đầu tiên, Pure Heroine. Lorde đã giành được nhiều giải thưởng Âm nhạc New Zealand cho các hạng mục: Album của năm, nữ nghệ sĩ đơn ca xuất sắc nhất...
Tháng 9 năm 2014, Lorde phát hành đĩa đơn "Yellow Flicker Beat", được thu âm cho album nhạc phim Trò chơi sinh tử: Húng nhại – Phần 1. Với "Yellow Flicker Beat", Lorde đã nhận được một Giải thưởng Quả Cầu Vàng với hạng mục Nhạc phim hay nhất và một đề cử cho hạng mục Bài hát hay nhất tại giải Critics' Choice Movie Awards vào năm 2015.Tổng cộng, cô đã nhận được 29 giải thưởng và 83 đề cử tính đến  năm tháng 1 năm 2015.

## Giải thưởng Âm nhạc Mỹ
Giải Âm nhạc Mỹ (AMAs) hằng năm được tổ chức tại Mỹ, bởi Dick Clark vào năm 1973..Lorde nhận được 4 đề cử từ giải thưởng âm nhạc này.
| Năm  | Đề cử / Tác phẩm | Giải thưởng                                  | Kết quả | C.t.  |
| ---- | ---------------- | -------------------------------------------- | ------- | ----- |
| 2014 | Lorde            | Nghệ sĩ của năm                              | Đề cử   | [ 6 ] |
| 2014 | Lorde            | Nữ nghệ sĩ nhạc pop/rock được yêu thích nhất | Đề cử   | [ 6 ] |
| 2014 | Lorde            | Nữ nghệ sĩ được yêu thích nhất               | Đề cử   | [ 6 ] |
| 2014 | Pure Heroine     | Album Pop/Rock được yêu thích nhất           | Đề cử   | [ 6 ] |

## Giải APRA

### Giải APRA (Úc)
Giải APRA Awards được tổ chức thường niên bởi Australasian Performing Right Association để tôn vinh các nghệ sĩ âm nhạc xuất sắc và nghệ sĩ của năm. Lorde đã giành được một giải thưởng.
| Năm  | Đề cử / Tác phẩm | Giải thưởng                                                                           | Kết quả   | C.t.  |
| ---- | ---------------- | ------------------------------------------------------------------------------------- | --------- | ----- |
| 2014 | Lorde            | Outstanding International Achievement Award (Giải thưởng thành tựu vượt trội quốc tế) | Đoạt giải | [ 8 ] |

### Giải APRA Silver Scroll
Giải APRA Silver Scroll (của New Zealand) được tổ chức thường niên bởi Australasian Performing Right Association để tôn vinh các nhạc sĩ và nhà soạn nhạc xuất sắc nhất. Lorde đã giành được một giải Silver Scroll Award cho video ca nhạc "Royals" vào năm 2013 và hai giải thưởng cho Most Performed Work vào năm 2014.
| Năm  | Đề cử / Tác phẩm | Giải thưởng                         | Kết quả   | Ref.   |
| ---- | ---------------- | ----------------------------------- | --------- | ------ |
| 2013 | "Royals"         | Silver Scroll Award                 | Đoạt giải | [ 10 ] |
| 2014 | "Team"           | Most Performed Work tại New Zealand | Đoạt giải | [ 11 ] |
| 2014 | "Royals"         | Most Performed Work Overseas        | Đoạt giải | [ 11 ] |